# Callogobius bifasciatus
Callogobius bifasciatus är en fiskart som först beskrevs av James Leonard Brierley Smith, 1958.  Callogobius bifasciatus ingår i släktet Callogobius och familjen smörbultsfiskar. Inga underarter finns listade.